# Codi ATC H02
El  codi ATC H02, descrit com Corticosteroides per a ús sistèmic, és una subgrup terapèutic de l'Anatomical, Therapeutic, Chemical Classification System (ATC). La classificació ATC és un sistema de codis alfanumèric desenvolupat per l'Organització Mundial de la Salut (OMS) per als fàrmacs i altres productes sanitaris. El subgrup H02 és part del grup anatòmic H Preparats hormonals sistèmics excepte hormones sexuals i insulines.

Els codis per a ús veterinari (codis ATCvet) poden han estat creats afegint la lletra Q davant dels codis ATC humans: QH02... 
Les adaptacions estatals de la classificació ATC poden incloure codis addicionals no presents en aquesta llista, que segueix la versió de l'OMS.

## H02A Corticosteroides per a ús sistèmic, monofàrmacs
H02A A Mineralocorticoides
H02A B Glucocorticoides

## H02B Corticosteroides per a ús sistèmic, combinacions
H02B X Corticosteroides per a ús sistèmic, combinacions

## H02C Preparats contra les hormonesadrenals
H02C A Anticorticosteroides